# Albers (Illinois)
Pour les articles homonymes, voir Albers.
Albers est un village du comté de Clinton dans l'Illinois, aux États-Unis,. Il est incorporé le 8 décembre 1954.

## Démographie
Lors du recensement de 2010, le village comptait une population de 1 190 habitants. Elle est estimée, en 2016, à 1 165 habitants.

## Source de la traduction
- (en) Cet article est partiellement ou en totalité issu de l’article de Wikipédia en anglais intitulé « Albers, Illinois » (voir la liste des auteurs).